# Кузьмина, Вера Дмитриевна
Ве́ра Дми́триевна Кузьмина́ (23 февраля (7 марта) 1908 — 6 декабря 1968) — советский литературовед-медиевист, доктор филологических наук (1956), заведующая группой по изучению древнерусской литературы в Институте мировой литературы имени А. М. Горького Академии наук СССР.

## Биография
Родилась в Санкт-Петербурге. Детству и юности Веры Дмитриевны посвящены воспоминания её сестры и зятя. Окончила среднюю школу, где через уроки талантливого педагога Людмилы Васильевны Крестовой, на всю жизнь оставшейся её самым близким другом, усвоила любовь к русской литературе и серьёзный интерес к её изучению.
По настоянию отца, инженера-транспортника, который хотел, чтобы дочь унаследовала его специальность, в 1925 году поступила в Московский институт инженеров транспорта (МИИТ) на строительный факультет, окончив его в 1930. До 1935 года работала инженером-строителем. Одновременно в 1932 окончила экстерном заочное отделение Московского государственного педагогического института имени А. С. Бубнова.
С 1936 — преподаватель русского языка и литературы в комвузе им. М. Н. Покровского.
В 1938 окончила аспирантуру при Институте истории, философии и литературы им. Н. Г. Чернышевского, защитив диссертацию кандидата филологических наук.
С 1956 — доктор филологических наук; тема диссертации: «Драматургия и сценическое искусство в русских городских демократических театрах XVIII в.».
В 1955 году в Институте мировой литературы имени А. М. Горького Академии наук СССР была организована Группа по изучению древнерусской литературы, в которой работала Вера Дмитриевна.
В 1965 г. Вера Дмитриевна стала заведующей Группы по изучению древнерусской литературы.
О её влиянии на себя в студенчестве вспоминала Аза Алибековна Тахо-Годи.

## Сочинения
- «Слово о полку Игореве» // Детская литература: Критико-библиогр. двухнедельник ЦК ВЛКСМ. — М., 1938. № 10. С. 2—6.
- Повесть о Бове-королевиче в русской рукописной традиции XVII - XIX вв. // Старинная русская повесть. — М.-Л., 1941.
- Повести Петровского времени // История русской литературы. Т. 3. — М.-Л., 1941.
- Рукописная книга и лубок во второй половине XVIII в. // История русской литературы. Т. 4. — М.-Л., 1947.
- «Слово о полку Игореве» как памятник мировой литературы» // Слово. Сб. — 1947. С. 7—42.
- Возникновение периодической печати в России и развитие русской журналистики в XVIII в. — М., 1948.
- Рецензия на кн.: «Слово о полку Игореве». (Серия: Литературные памятники). — М.—Л.: Изд-во АН СССР, 1950. 484 с. // Известия АН СССР. ОЛЯ, 1950, т. 9, вып. 6, с. 499—501.
- Русский демократический театр XVIII в. — М., 1958.
- [Подгот. текстов переводов XIX — нач. XX в. и примеч., общая ред. совм. с В. Ржигой и В. Стеллецким] // Слово — 1961.
- Девгениево деяние (Деяние прежних времен храбрых человек). — М., 1962.
- Сов. сказки о Бове-королевиче // Известия АН СССР. ОЛЯ, 1963, т. 22, вып. 3.
- Рыцарский роман на Руси (Бова, Пётр Златых ключей). — М.: Наука, 1964.
- Мог ли архимандрит Иоиль написать «Слово о полку Игореве»? // ИОЛЯ. 1966. Т. 25, вып. 3. С. 197—207.
- (совм. с Л. В. Крестовой) Иоиль Быковский, проповедник, издатель «Истины» и первый владелец рукописи «Слова о полку Игореве» // Исследования и материалы по древнерусской литературе: Древнерусская литература и её связи с новым временем. — М., 1967. С. 25—48.
- (совм. с Б. Рыбаковым и Ф. Филиным) Старые мысли, устарелые методы (Ответ А. Зимину) // Вопросы истории. 1967. № 3. С. 161—167.
- Рецензия на кн.: «Слово о полку Игореве» и памятники Куликовского цикла. М. — Л.: Наука, 1966. 619 с. // Известия АН СССР. ОЛЯ, 1967, т. 26, вып. 2, с: 172—174.